# Irole
Irole ist ein Verwaltungsbezirk (englisch Ward) des Distrikts Kilolo in der tansanischen Region Iringa.

## Geografie
Irole ist ein großer L-förmiger Bezirk etwa 15 Kilometer östlich der Regionshauptstadt Iringa. Der nordwestliche Teil liegt auf einer Hochfläche in rund 1500 Meter Seehöhe, der südöstliche Teil steigt in den Udzungwa-Bergen auf über 2200 Meter an. Der Bezirk grenzt im Nordwesten an Kising'a des Distrikts Iringa, im Nordosten an Uhambingeto, im Osten an Lugalo, im Südosten an Mlafu, im Süden an Kising'a des Distrikts Kilolo und Ihimbo und im Westen an Luhota, Igumbilo und Nduli. Bei der Volkszählung 2022 lebten 16.408 Menschen in 4309 Haushalten auf einer Fläche von 439 Quadratkilometern.

## Gliederung
Der Bezirk besteht aus sechs Gemeinden (swahili Mtaa) mit 31 Orten (Kitongoji):
| Irole - Vilalo - Mwaya - Vigulu - Irangi - Igominyi | Lundamatwe - Viwengi - Ihokelo - Mjimwema - Kigungawe - Lundamatwe A - Lundamatwe B - Matunguru - Lusaula - Ruaha - Kibati | Kitumbuka - Kichangani - Madukani - Mifugo - Mbuyuni | Mawala - Mawala A - Mawala B | Kitelewasi - Kitelewasi A - Kitelewasi B - Ipogo - Ng'enzi - Mlolo | Ibofwe - Mbiki Mkiva - Lutwina - Ibofwe - Lukingino - Ilangamoto |

## Infrastruktur
- Bildung: In Irole liegen drei weiterführende Schulen.[7] Die Irole Secondary School[8] und die Lundamatwe Secondary School[9] sind staatliche Schulen, die Umbuya Secondary School ist eine Privatschule.[10] Alle drei bilden Tages- und Internatsschüler bis zur 4. Stufe aus.
- Verkehr: Durch den Bezirk verläuft die asphaltierte Nationalstraße T1, die von Iringa im Westen nach Daressalam im Osten führt.[11]